# Walter Kuhn
Walter Kuhn (27 de septiembre de 1903 – 5 de agosto de 1983), fue un miembro del partido nazi e investigador de la Ostforschung, interesado en lingüística y las minorías alemanas que se encontraban fuera de Alemania, particularmente en el área de Ucrania.  Durante la guerra estuvo involucrado en las políticas  nazis de reasentamiento, de judíos, polacos y alemanes. Como historiador, estuvo embriagado con la idea de  beca políticamente comprometida y desprovisto de cualquier crítica, demostrando a la vez prejuicios antipolacos. Trabajó junto con Theodor Schieder, otro investigador nazi el cual desarrolló planes de limpieza étnica sobre Polonia y la población polaca y judía. Kuhn continuó con su trabajo después de la guerra en Alemania Occidental.